# Peter Hendriks (voetballer, 1958)
Peter Hendriks (Nijmegen, 13 oktober 1958) is een Nederlands voormalig voetballer die als middenvelder speelde.
Hendriks begon bij N.E.C. maar brak niet door in het eerste team. In 1977 ging hij naar Telstar waarvoor hij debuteerde in de Eredivisie. In 1978 kwam hij in conflict met de club en na een rechtszaak kwam hij begin 1979 terug bij N.E.C.. Ondertussen had hij zich laten overschrijven naar De Treffers, maar zou voor die club nooit uitkomen. Hij maakte het seizoen 1979/80 op huurbasis af bij FC Den Bosch dat uitkwam in de Eerste divisie. Hendriks had medio 1980 al overschrijving naar VV Germania aangevraagd, maar bleef toch nog een seizoen bij N.E.C. Hierna ging hij in Duitsland van SC Kleve 63 spelen.
Hij was Nederlands jeugdinternational. Hendriks is een broer van Jos Hendriks en een oom van Thijs Hendriks.

## Statistieken
| Seizoen | Club                | Land      | Competitie     | Wed. | Goals |
| ------- | ------------------- | --------- | -------------- | ---- | ----- |
| 1977/78 | SC Telstar          | Nederland | Eredivisie     | 30   | 0     |
| 1978/79 | N.E.C.              | Nederland | Eredivisie     | 8    | 0     |
| 1979/80 | N.E.C.              | Nederland | Eredivisie     | 14   | 1     |
|         | FC Den Bosch (huur) | Nederland | Eerste divisie | 13   | 4     |
| 1980/81 | N.E.C.              | Nederland | Eredivisie     | 18   | 3     |
| Totaal  | Totaal              | Totaal    | Totaal         | 83   | 8     |